# Elophos caelibaria
Elophos caelibaria, zuweilen auch als Fuchsens Alpen-Steinspanner bezeichnet, ist ein Schmetterling (Nachtfalter) aus der Familie der Spanner (Geometridae).

## Merkmale

### Falter
Bei den Imagines besteht ein starker Sexualdimorphismus. Die männlichen Falter erreichen eine Flügelspannweite von etwa 24 bis 32 Millimetern. Weibliche Tiere haben nur Stummelflügel von bis zu 18 Millimetern und sind flugunfähig. Auf den Flügeln herrschen blasse graue Tönungen vor. Die dunkleren Querlinien sind zuweilen nur schwach ausgebildet. Ein schwärzlicher Mittelpunkt hebt sich deutlicher hervor. Bei frisch geschlüpften Exemplaren ist oftmals eine gelbliche Überstäubung erkennbar. Die Hinterflügel entsprechen farblich den Vorderflügeln. Die Fühler der Männchen sind gekämmt, diejenigen der Weibchen sind fadenförmig.

### Raupe
Erwachsene Raupen haben eine graubraune Färbung. Charakteristisch sind die breiten, dunklen, unterbrochenen Linien auf dem Rücken sowie gewellte, gelbliche Seitenstreifen.

### Puppe
Die Puppe ist schlank, gelbbraun gefärbt und hat einen breiten, flachen Kremaster, an dessen Ende zwei voneinander weit getrennt angeordnete Borsten sitzen.

### Ähnliche Arten
Die Falter von Elophos zirbitzensis zeigen meist ein insgesamt dunkleres Erscheinungsbild, haben gestreckte und schmalere Vorderflügel sowie eine stärker gezackte Wellenlinie. Die Art gilt als Endemit des Zirbitzkogels in der Steiermark. Zur eindeutigen Bestimmung ist eine genitalmorphologische Untersuchung zu empfehlen.

## Geographisches Verbreitung und Vorkommen
Das Hauptverbreitungsgebiet von Elophos caelibaria sind die Hochlagen der Alpen zwischen 2000 und 3000 Metern. Einige Tiere wurden auch in Höhen von 3400 Metern gefunden. Einzelvorkommen gibt es in gebirgigen Gegenden Spaniens und Sloweniens.  Sie bewohnen steinige alpine Rasenflächen, Geröllhalden und Felshänge.

## Lebensweise
Die Falter sind überwiegend dämmerungsaktiv und fliegen auch künstliche Lichtquellen an. Tagsüber ruhen sie gern auf Felsen und Steinen, von denen sie sich farblich kaum abheben. Hauptflugzeit sind die Monate Juni bis August. Die Raupen leben ab dem Spätsommer an niedrigen Pflanzen, beispielsweise an Steinbrech- (Saxifraga), Wegerich- (Plantago), Ampfer- (Rumex) oder Glockenblumenarten (Campanula). Die Raupen überwintern zumeist zweimal.

## Gefährdung
Die Art kommt von den deutschen Bundesländern nur in Bayern vor und ist eine Art mit geographischer Restriktion.

## Subspecies
- Elophos caelibaria caelibaria
- Elophos caelibaria jugicolaria
- Elophos caelibaria senilaria
- Elophos caelibaria spurcaria